# 57. Międzynarodowy Festiwal Filmowy w Berlinie
57. Międzynarodowy Festiwal Filmowy w Berlinie odbył się w dniach 8-18 lutego 2007 roku. Imprezę otworzył pokaz francuskiego filmu biograficznego Niczego nie żałuję – Edith Piaf w reżyserii Oliviera Dahana. W konkursie głównym zaprezentowano 22 filmy pochodzące z 14 różnych krajów.
Jury pod przewodnictwem amerykańskiego reżysera Paula Schradera przyznało nagrodę główną festiwalu, Złotego Niedźwiedzia, chińskiemu filmowi Małżeństwo Tui w reżyserii Wanga Quan’ana. Drugą nagrodę w konkursie głównym, Srebrnego Niedźwiedzia – Grand Prix Jury, przyznano argentyńskiemu filmowi Inny w reżyserii Ariela Rottera.
Honorowego Złotego Niedźwiedzia za całokształt twórczości odebrał amerykański reżyser Arthur Penn. W ramach festiwalu odbyła się retrospektywa poświęcona kobietom w czasach kina niemego. Zaprezentowano m.in. odrestaurowaną wersję niemieckiego filmu Hamlet (1921) z Astą Nielsen w roli tytułowej.

## Członkowie jury

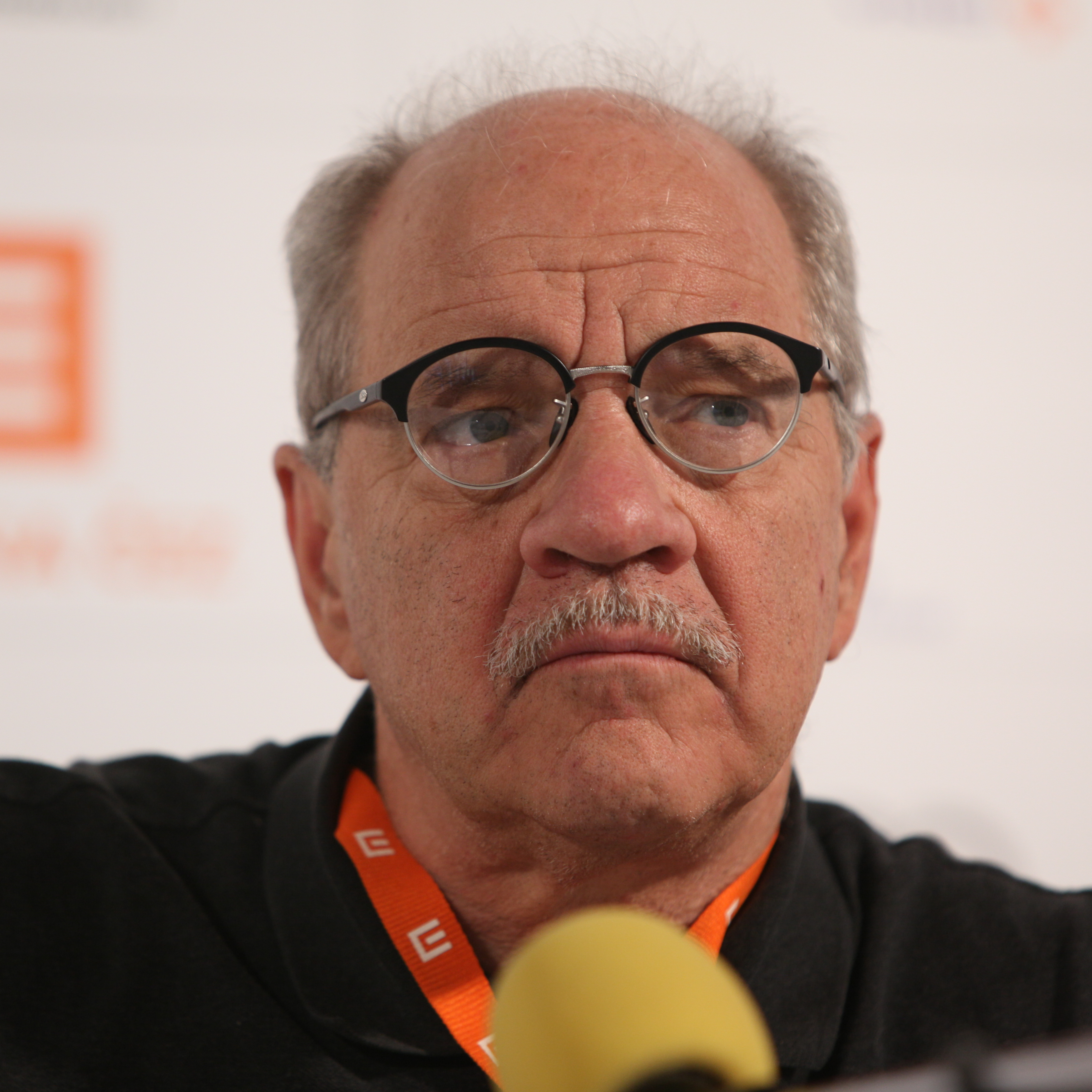
Przewodniczący jury konkursu głównego Paul Schrader.

### Konkurs główny
- Paul Schrader, amerykański reżyser – przewodniczący jury[4]
- Hiam Abbass, palestyńska aktorka
- Mario Adorf, niemiecki aktor
- Willem Dafoe, amerykański aktor
- Gael García Bernal, meksykański aktor
- Shi Nansun, hongkońska producentka filmowa
- Molly Malene Stensgaard, duńska montażystka

### Nagroda za debiut fabularny
- Judy Counihan, brytyjska producentka filmowa
- Niki Karimi, irańska aktorka
- Gerhard Meixner, niemiecki producent filmowy

## Selekcja oficjalna

### Otwarcie i zamknięcie festiwalu
|             | Tytuł                           | Reżyseria     | Kraj produkcji  |
| ----------- | ------------------------------- | ------------- | --------------- |
| Otwierający | Niczego nie żałuję – Edith Piaf | Olivier Dahan | Francja         |
| Zamykający  | Angel                           | François Ozon | Wielka Brytania |

### Konkurs główny
Następujące filmy zostały wyselekcjonowane do udziału w konkursie głównym o Złotego Niedźwiedzia i Srebrne Niedźwiedzie:
| Tytuł polski                                   | Tytuł oryginalny                           | Reżyseria         | Kraj produkcji    |
| ---------------------------------------------- | ------------------------------------------ | ----------------- | ----------------- |
| Angel                                          | Angel                                      | François Ozon     | Wielka Brytania   |
| Rok, w którym moi rodzice wyjechali na wakacje | O Ano em Que Meus Pais Saíram de Férias    | Cao Hamburger     | Brazylia          |
| Twierdza Beaufort                              | בופור Beaufort                             | Josef Cedar       | Izrael            |
| Miasto śmierci                                 | Bordertown                                 | Gregory Nava      | Stany Zjednoczone |
| Fałszerze                                      | Die Fälscher                               | Stefan Ruzowitzky | Austria           |
| Dobry Niemiec                                  | The Good German                            | Steven Soderbergh | Stany Zjednoczone |
| Dobry agent                                    | The Good Shepherd                          | Robert De Niro    | Stany Zjednoczone |
| Goodbye Bafana                                 | Goodbye Bafana                             | Bille August      | Południowa Afryka |
| Hallam Foe                                     | Hallam Foe                                 | David Mackenzie   | Wielka Brytania   |
| Pustynny sen                                   | 경계 Hyazgar                               | Zhang Lu          | Korea Południowa  |
| Ku mojej pamięci                               | In memoria di me                           | Saverio Costanzo  | Włochy            |
| Irina Palm                                     | Irina Palm                                 | Sam Garbarski     | Belgia            |
| Niczego nie żałuję – Edith Piaf                | La môme                                    | Olivier Dahan     | Francja           |
| Nie dotykać siekiery                           | Ne touchez pas la hache                    | Jacques Rivette   | Francja           |
| Obsługiwałem angielskiego króla                | Obsluhoval jsem anglického krále           | Jiří Menzel       | Czechy            |
| Inny                                           | El otro                                    | Ariel Rotter      | Argentyna         |
| Zagubieni w Pekinie                            | 苹果 Pingguo                               | Li Yu             | Chiny             |
| Jestem cyborgiem i to jest OK                  | 싸이보그지만 괜찮아 Saibogujiman kwenchana | Park Chan-wook    | Korea Południowa  |
| Świadkowie                                     | Les témoins                                | André Téchiné     | Francja           |
| Małżeństwo Tui                                 | 图雅的婚事 Tuya de hun shi                 | Wang Quan’an      | Chiny             |
| Na zakręcie życia                              | When a Man Falls in the Forest             | Ryan Eslinger     | Stany Zjednoczone |
| Yella                                          | Yella                                      | Christian Petzold | Niemcy            |

### Pokazy pozakonkursowe
Następujące filmy zostały wyświetlone na festiwalu w ramach pokazów pozakonkursowych:
| Tytuł polski         | Tytuł oryginalny   | Reżyseria     | Kraj produkcji    |
| -------------------- | ------------------ | ------------- | ----------------- |
| 300                  | 300                | Zack Snyder   | Stany Zjednoczone |
| Notatki o skandalu   | Notes on a Scandal | Richard Eyre  | Wielka Brytania   |
| Facet do towarzystwa | The Walker         | Paul Schrader | Stany Zjednoczone |

## Laureaci nagród

### Konkurs główny
Złoty Niedźwiedź
- Małżeństwo Tui, reż. Wang Quan’an

Srebrny Niedźwiedź – Nagroda Grand Prix Jury
- Inny, reż. Ariel Rotter

Srebrny Niedźwiedź dla najlepszego reżysera
- Josef Cedar – Twierdza Beaufort

Srebrny Niedźwiedź dla najlepszej aktorki
- Nina Hoss – Yella

Srebrny Niedźwiedź dla najlepszego aktora
- Julio Chávez – Inny

Srebrny Niedźwiedź za najlepszą muzykę
- David Mackenzie – Hallam Foe

Srebrny Niedźwiedź za wybitne osiągnięcie artystyczne
- obsada filmu Dobry agent

Nagroda im. Alfreda Bauera za innowacyjność
- Park Chan-wook – Jestem cyborgiem i to jest OK

### Konkurs filmów krótkometrażowych
Złoty Niedźwiedź dla najlepszego filmu krótkometrażowego
- Kontakt, reż. Hanro Smitsman

### Pozostałe nagrody
Nagroda za najlepszy debiut reżyserski
- Vanaja, reż. Rajnesh Domalpalli

Nagroda FIPRESCI
- Obsługiwałem angielskiego króla, reż. Jiří Menzel

Nagroda Jury Ekumenicznego
- Małżeństwo Tui, reż. Wang Quan’an

Honorowy Złoty Niedźwiedź za całokształt twórczości
- Arthur Penn